# Färöarnas kommuner
Färöarnas kommuner är den minsta 

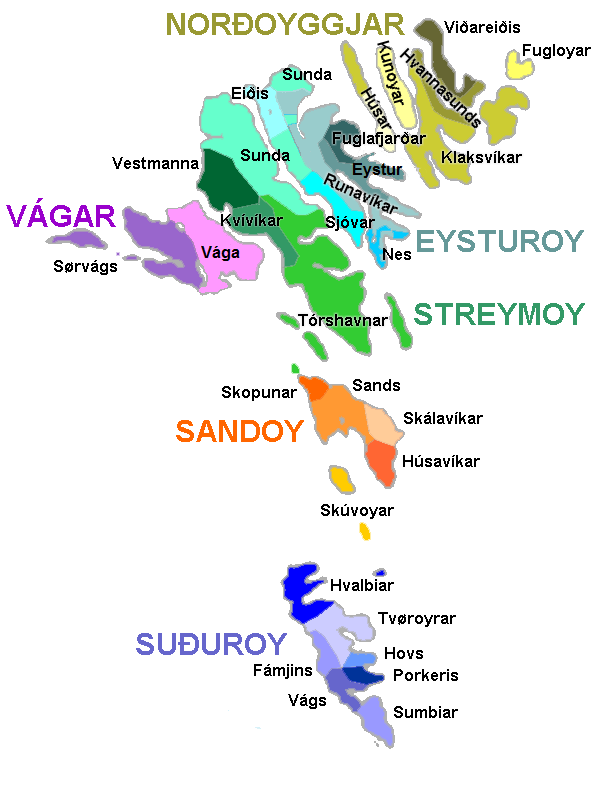
Färöarnas 30 kommuner

administrativa indelningen på Färöarna och ögruppen indelas i 30 administrativa områden, kommuner (kommunur). Kommunerna har tillsammans cirka 120 orter. Fram till 2005 fanns det 48 kommuner, och man räknar med att siffran kommer sjunka till mellan 7 och 15 kommuner inom de kommande åren. Detta eftersom en ökande trend med centralisering av sociala tjänster samt kommunsammanslagningar. Detta går också i led med demografin då folk i ökande grad flyttar till de större orterna, framför allt huvudstadsområdet Tórshavn. Kommunerna har som grundläggande ansvar att erbjuda grundskola, förskola, primärvård, och liknande. Kommunerna väljer dock allt oftare att samarbeta om detta med grannkommunerna.

## Sammansättning
Den första kommunen på Färöarna var Tórshavnar kommuna som grundades redan 1866. Senare blev hela ögruppen indelad i kommuner 1872, och dessa delades senare in i än mindre kommuner med åren. Den hittills sista kommunen som delades var Argja kommuna 1978, som på nytt togs in i Tórshavnar kommuna 1997. På slutet av 1990-talet tillsattes en nämnd, Kommununevndin, som kom med sin konklusion 1998. Nämnden ansåg att det inte skulle finnas någon kommun med mindre än 2 000 invånare, men om detta någon gång kommer att ske blir en politisk fråga. Senast under sitt tal på Ólavsøkan 2009 sade statsminister Kaj Leo Johannesen att hans regering ska arbeta vidare med att reducera antalet kommuner till sju.
Regeringen har också beslutat att man inte kommer tvinga fram några sammanslagningar utan alla beslut får tas på kommunnivå. I vissa mindre kommuner finns motstånd mot sammanslagningar, något som gör processen långsammare. Man har kommit fram till att skapa två typer av kommuner: Större kommuner (eller stadskommuner), och mindre kommuner som antingen försöker undgå sammanslagning till storkommunerna, eller som försöker slå sig samman med andra småkommuner. Geografiskt stora Sunda kommuna är ett exempel på det sistnämnda.

## Administration
Kommunen leds av ett valt kommunstyre (lokalt kallat bý- eller bygdaráð efter kommunens storlek), som utsatts av en borgmästare (borgarstjóri), medan rådmannen, som kallas "kommundirektör" (kommunustjóri) eller "kommunsekreterare" (kommunuskrivari) är den högsta administrativa chefen i kommunen. Eftersom färöiska val är personval så är borgmästaren nästan alltid den som får flest röster i kommunvalet, medan viceborgmästaren är den med näst flest röster.
De större kommunerna organiseras i Kommunusamskipan Føroya (KFS), medan de flesta andra (och mindre kommunerna) är med i Føroya Kommunufelag (FKF). Kommunernas direkta överordnade är inrikesministern Annika Olsen (FF).

## Namn
Kommunernas namn följer ett genitivmönster där till exempel Fuglafjarðar kommuna betyder Fuglafjørðurs kommun. Tidigare innehöll också kommunens namn benämningen socken (sókn), vilket gjorde att kommunen hette Fuglafjarðar sóknar kommuna (Fuglafjørðurs sockens kommun). Detta var för att kommunerna tidigare följde den kyrkliga indelningen, vilket senare ändrades. De allra första kommunerna baserades på prästgälder i öriket.

## Kommunerna

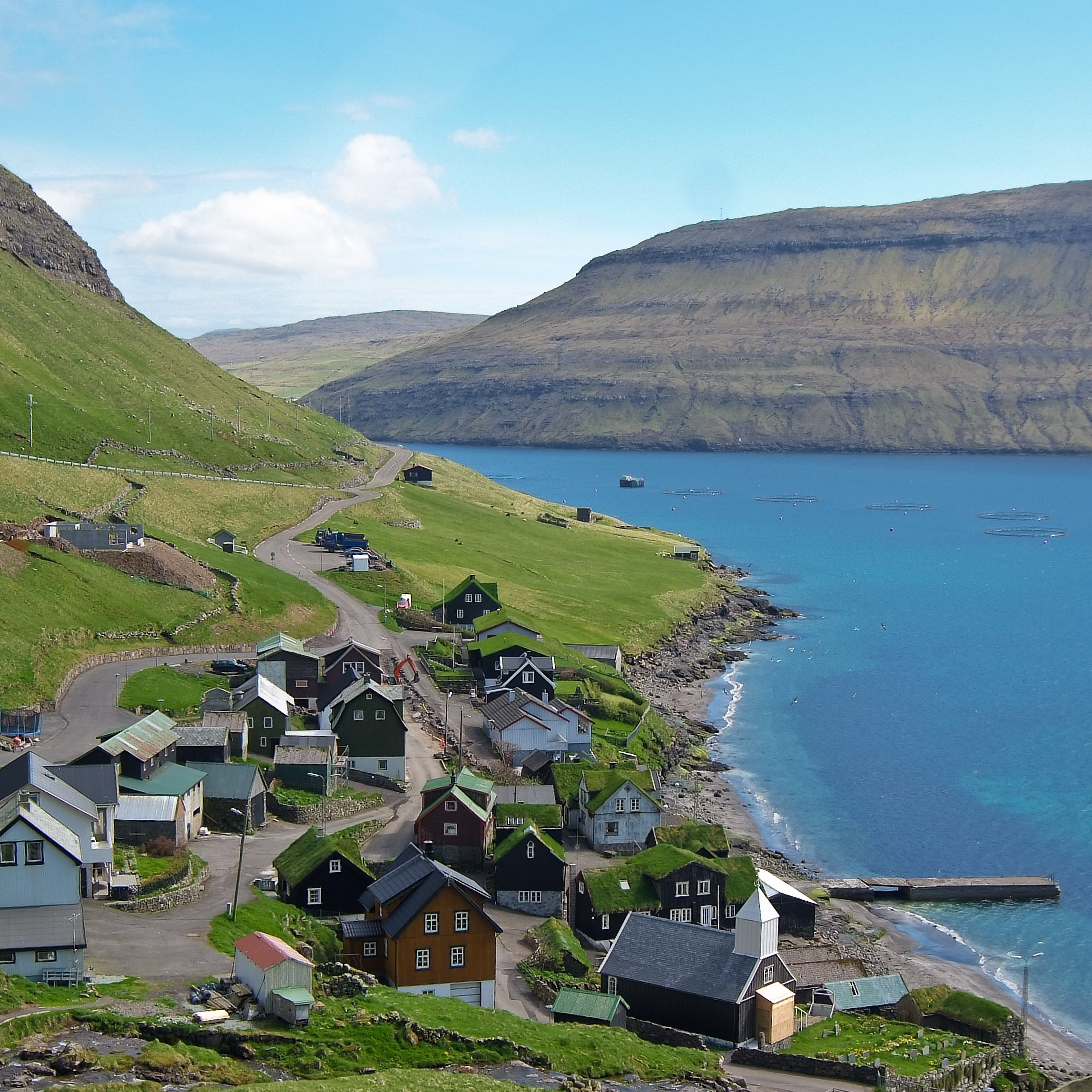
Bøur

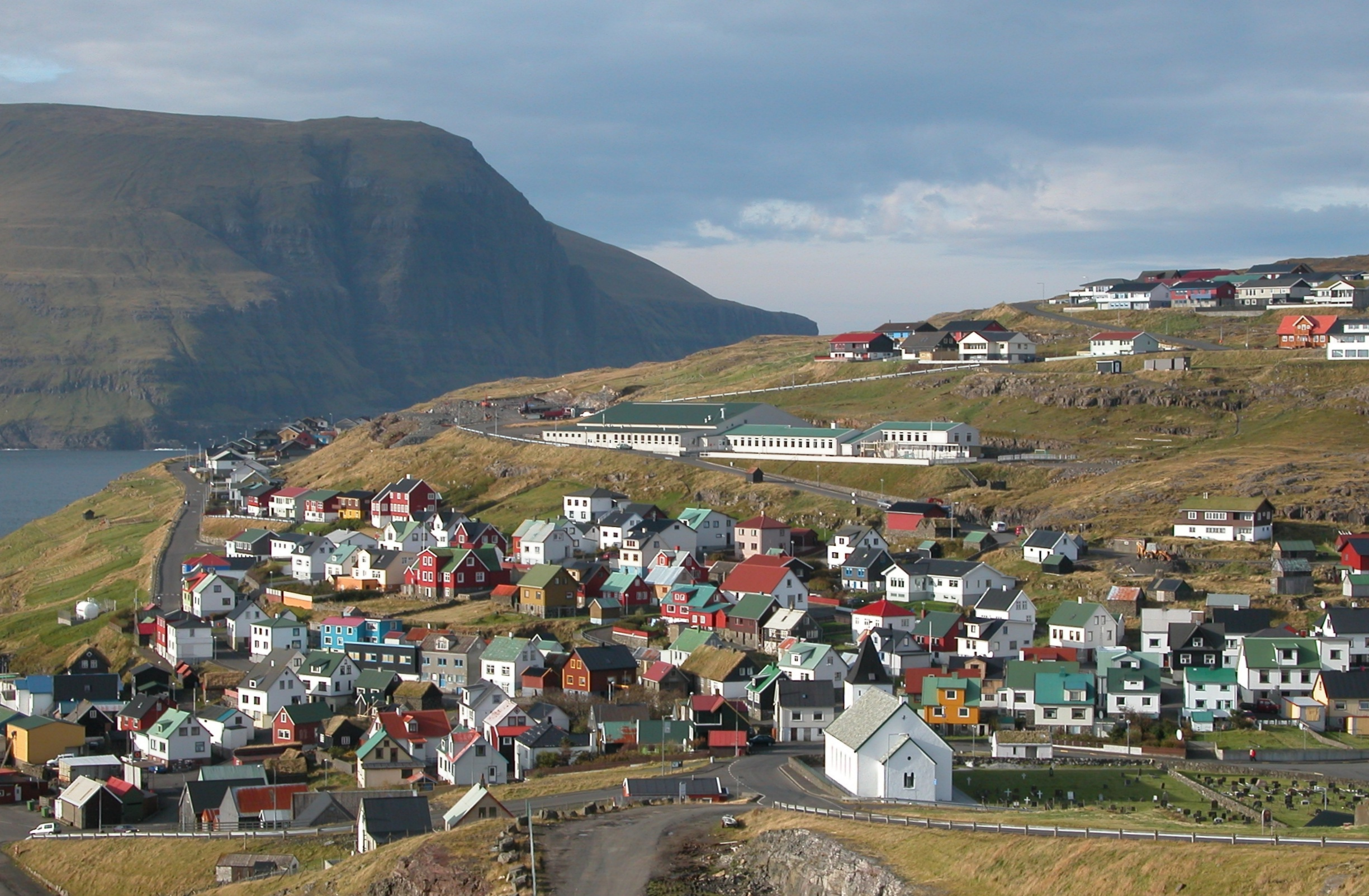
Eiði

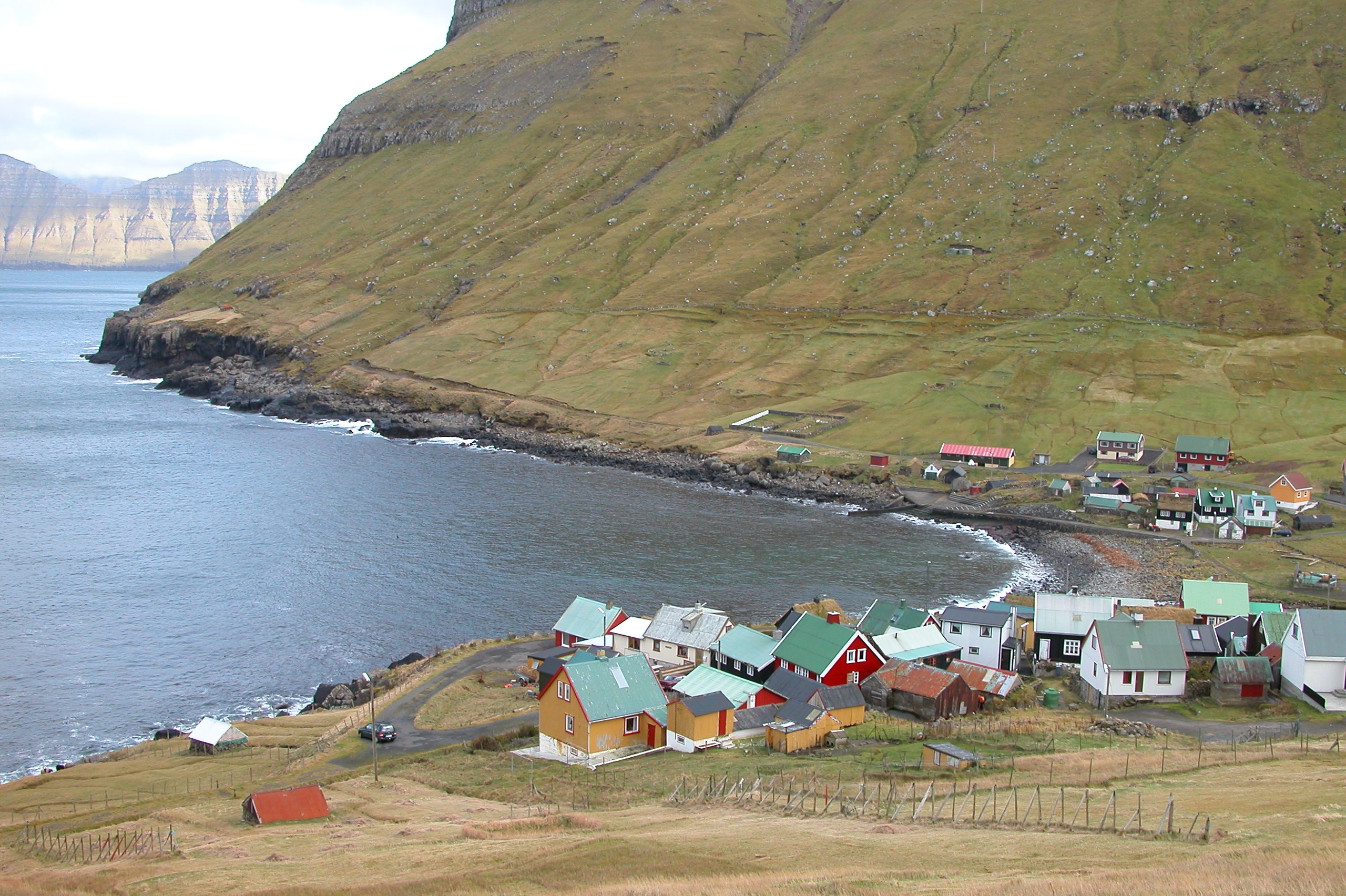
Elduvík

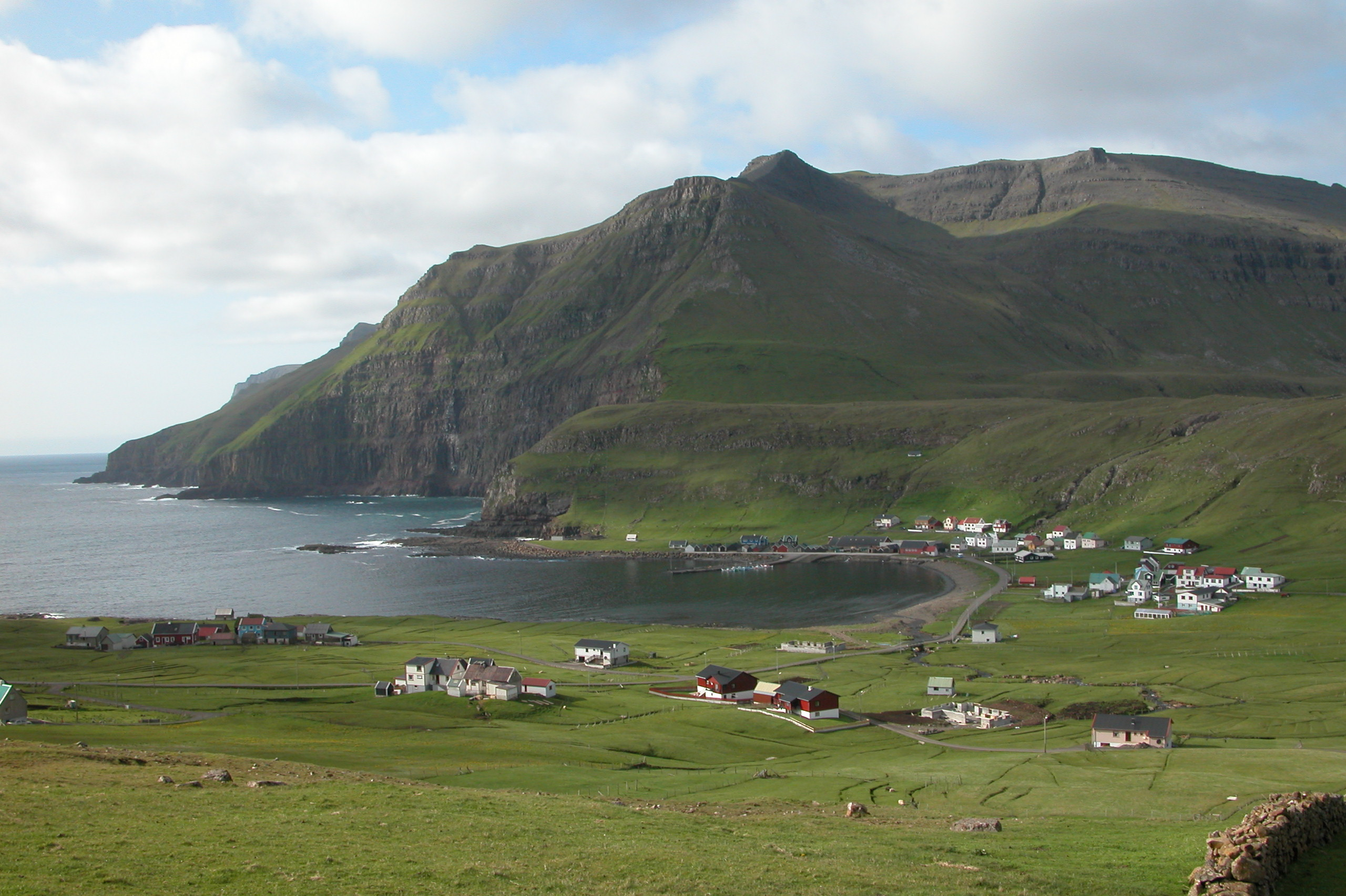
Fámjin

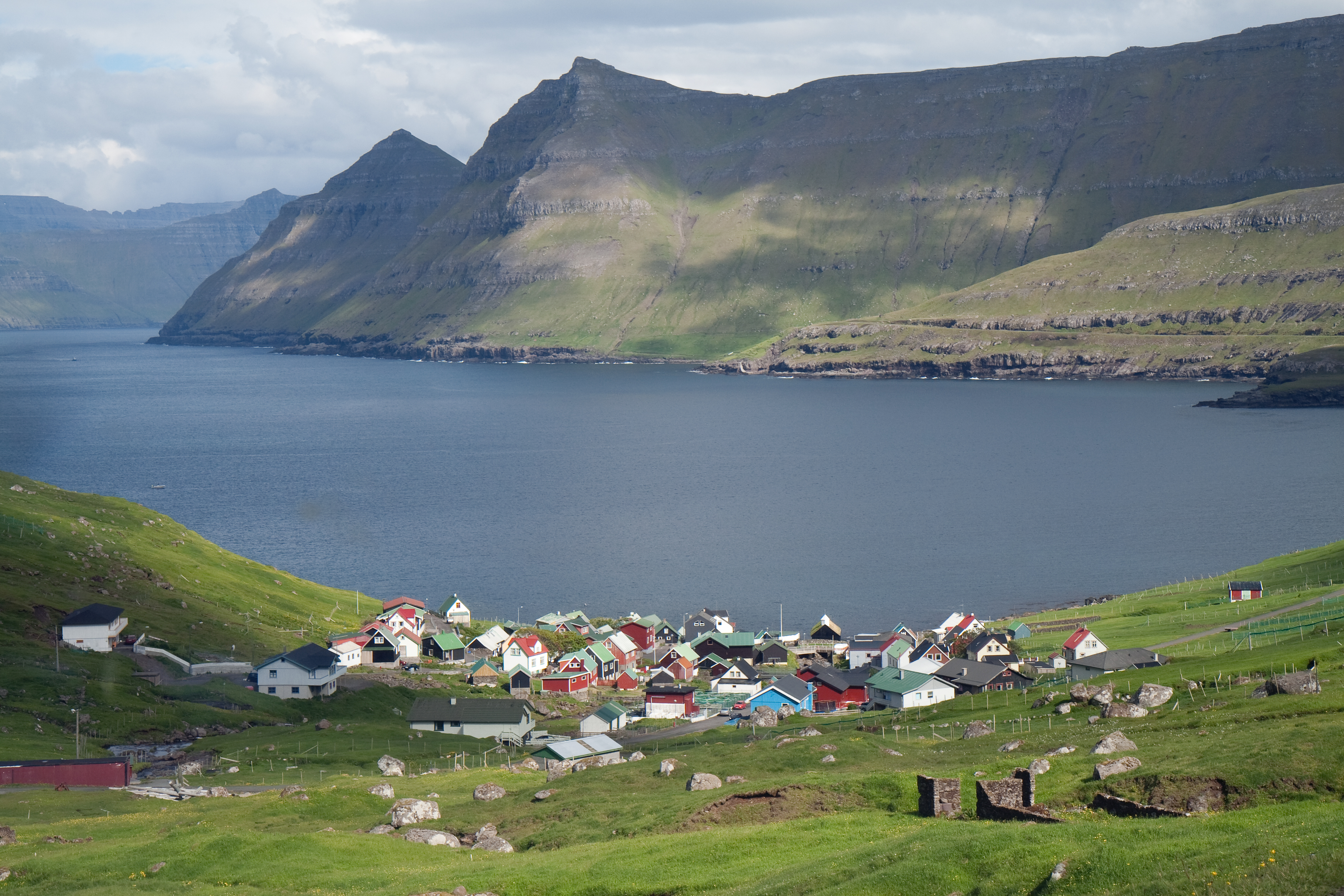
Funningur

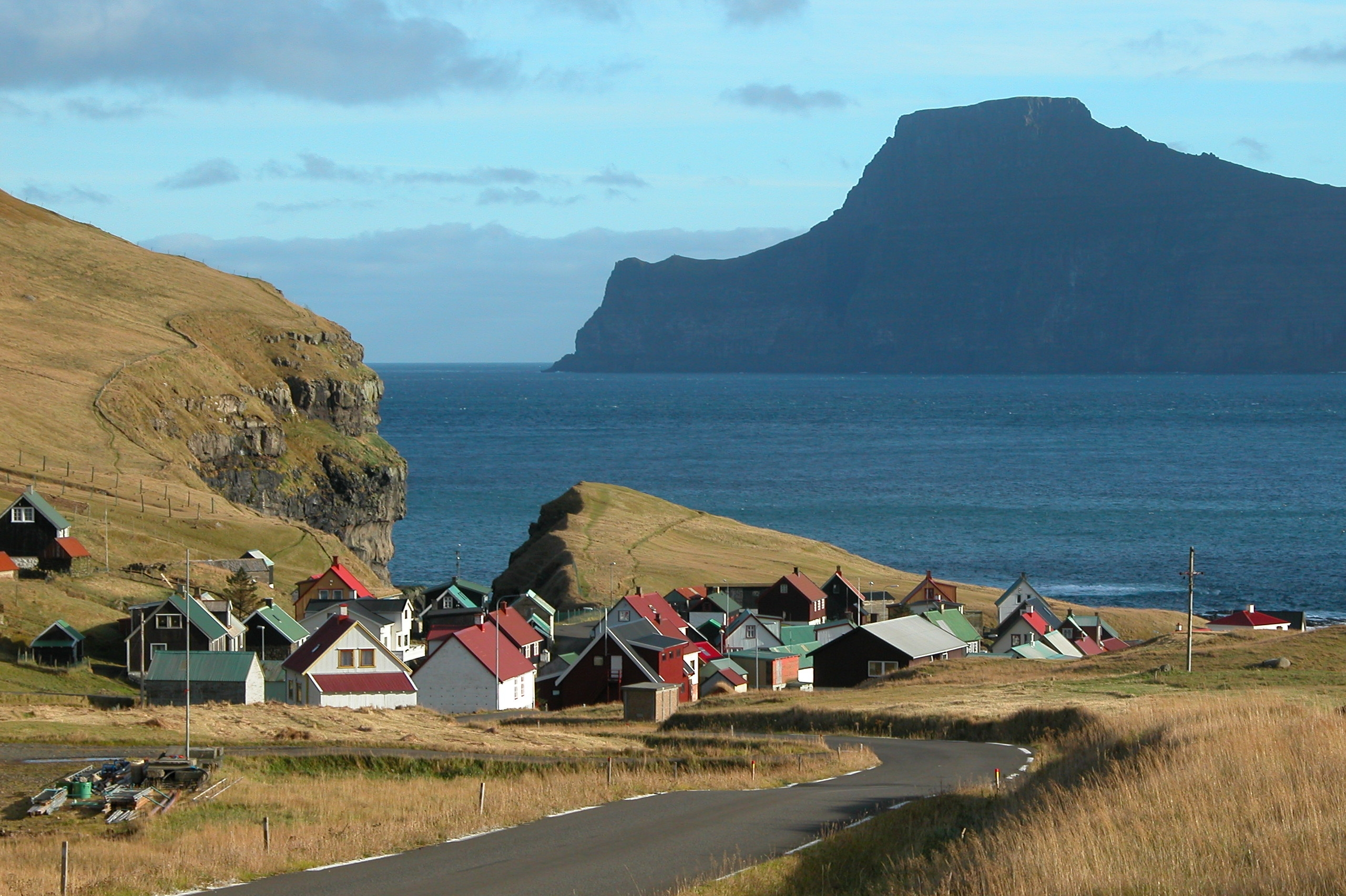
Gjógv

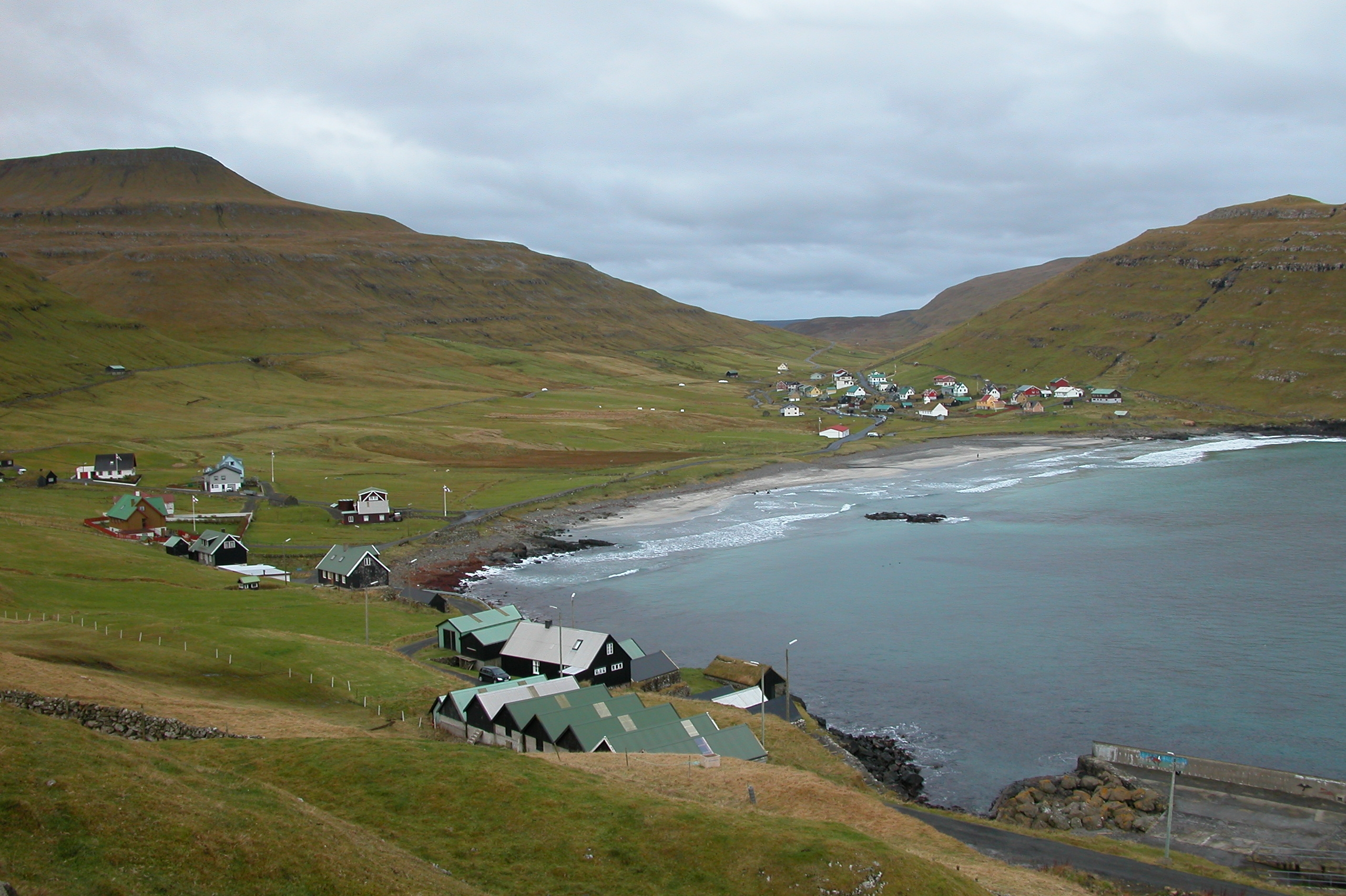
Húsavík

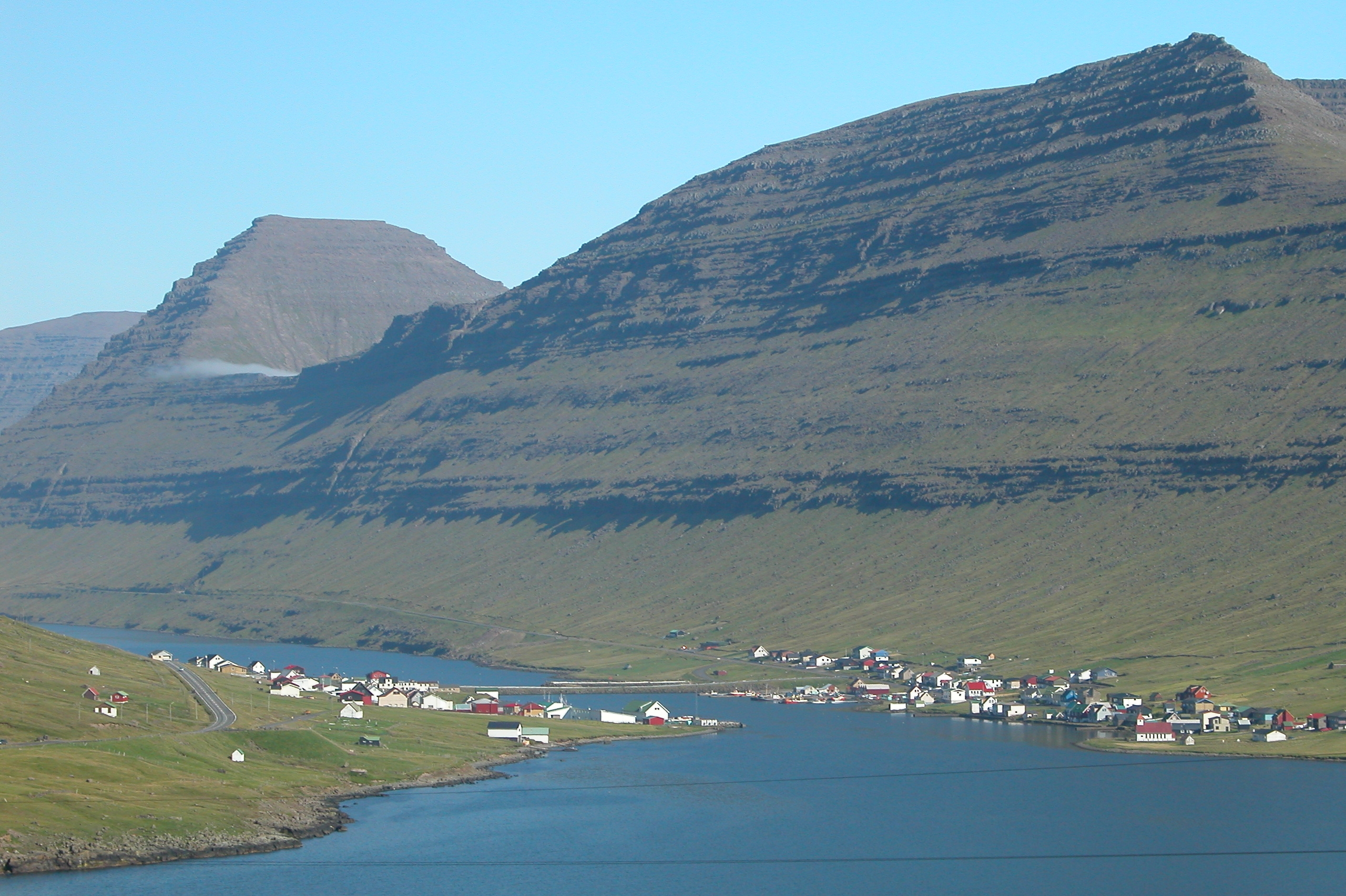
Norðdepil och Hvannasund

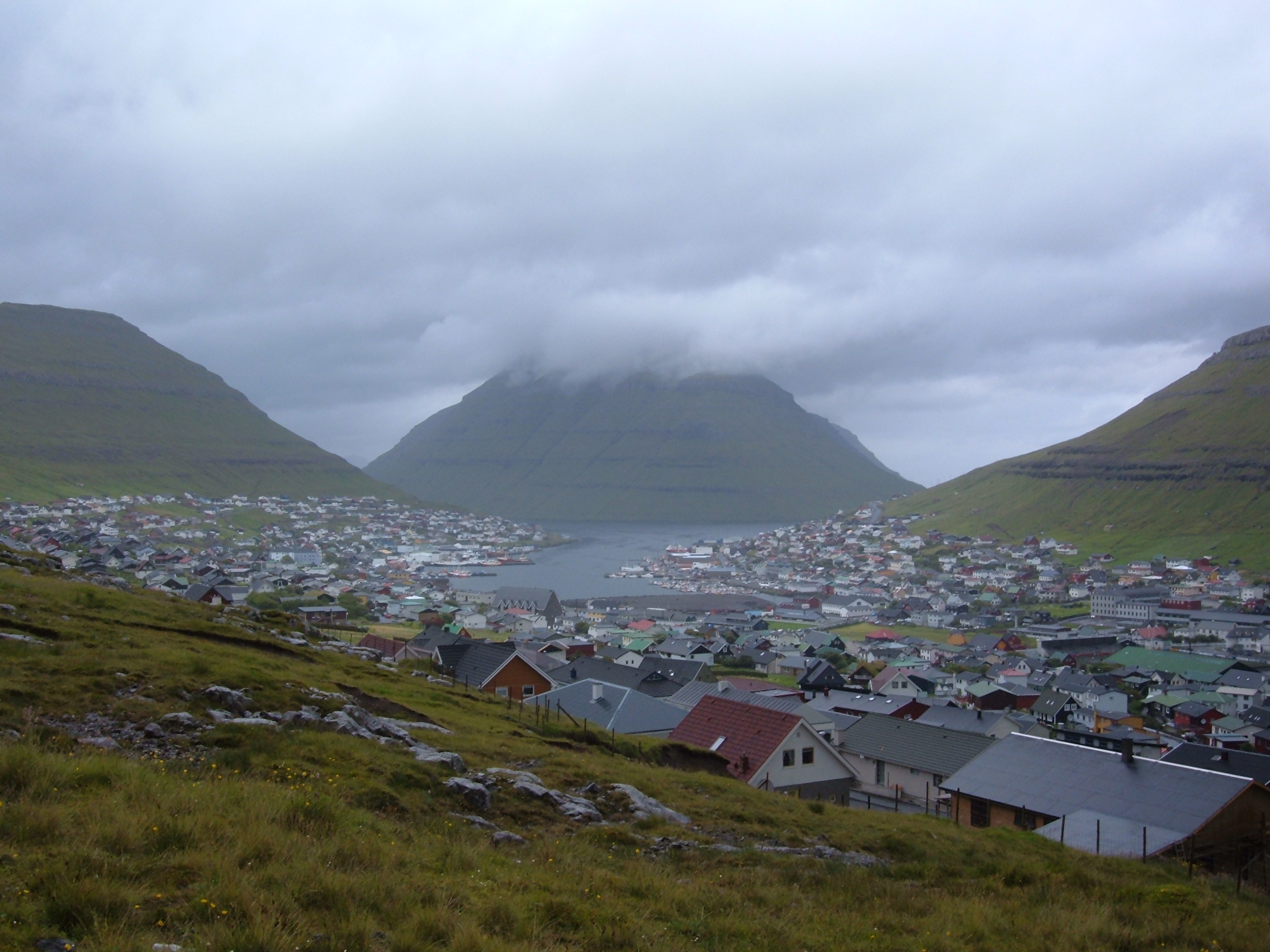
Klaksvík

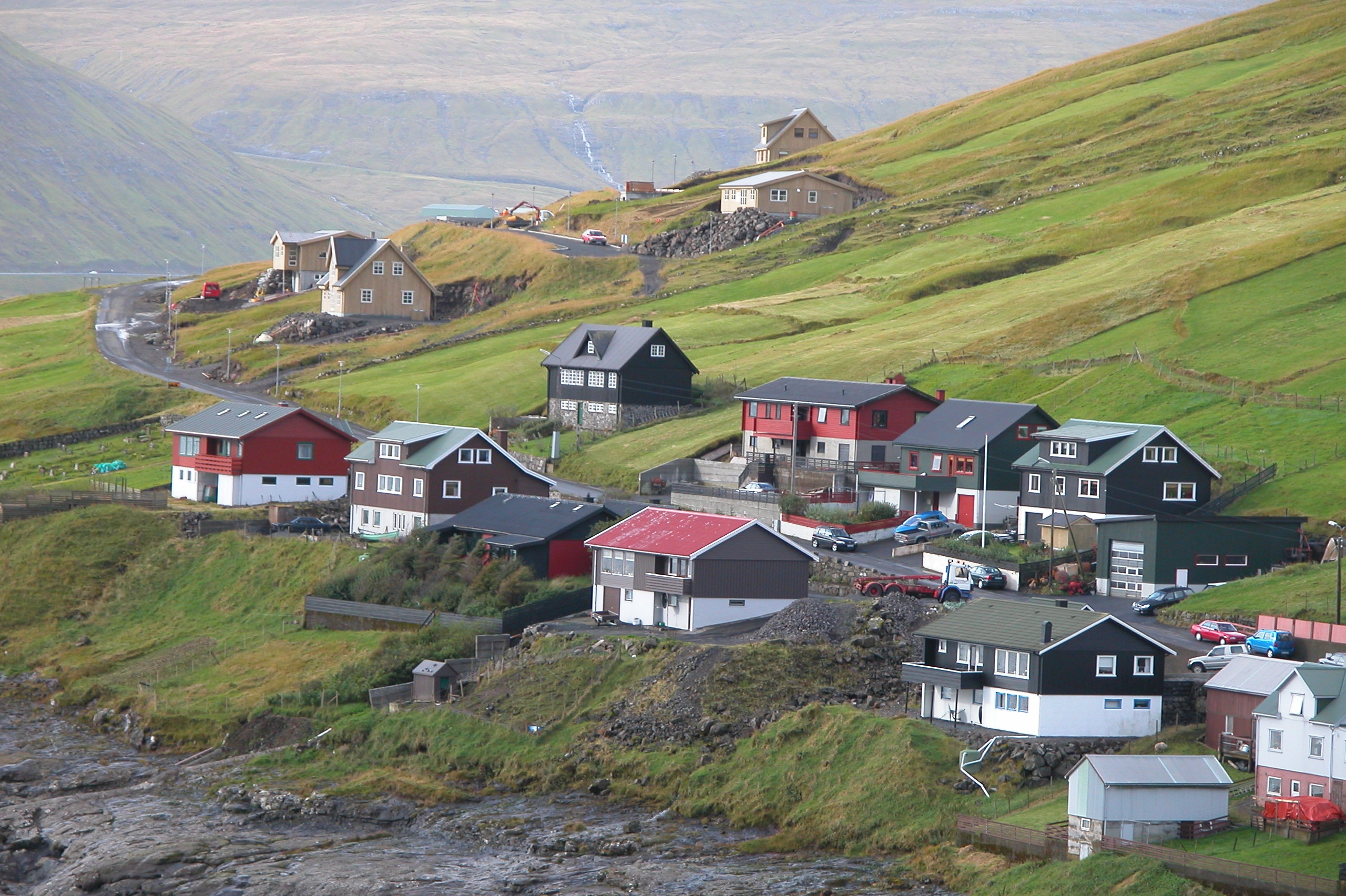
Kvívík

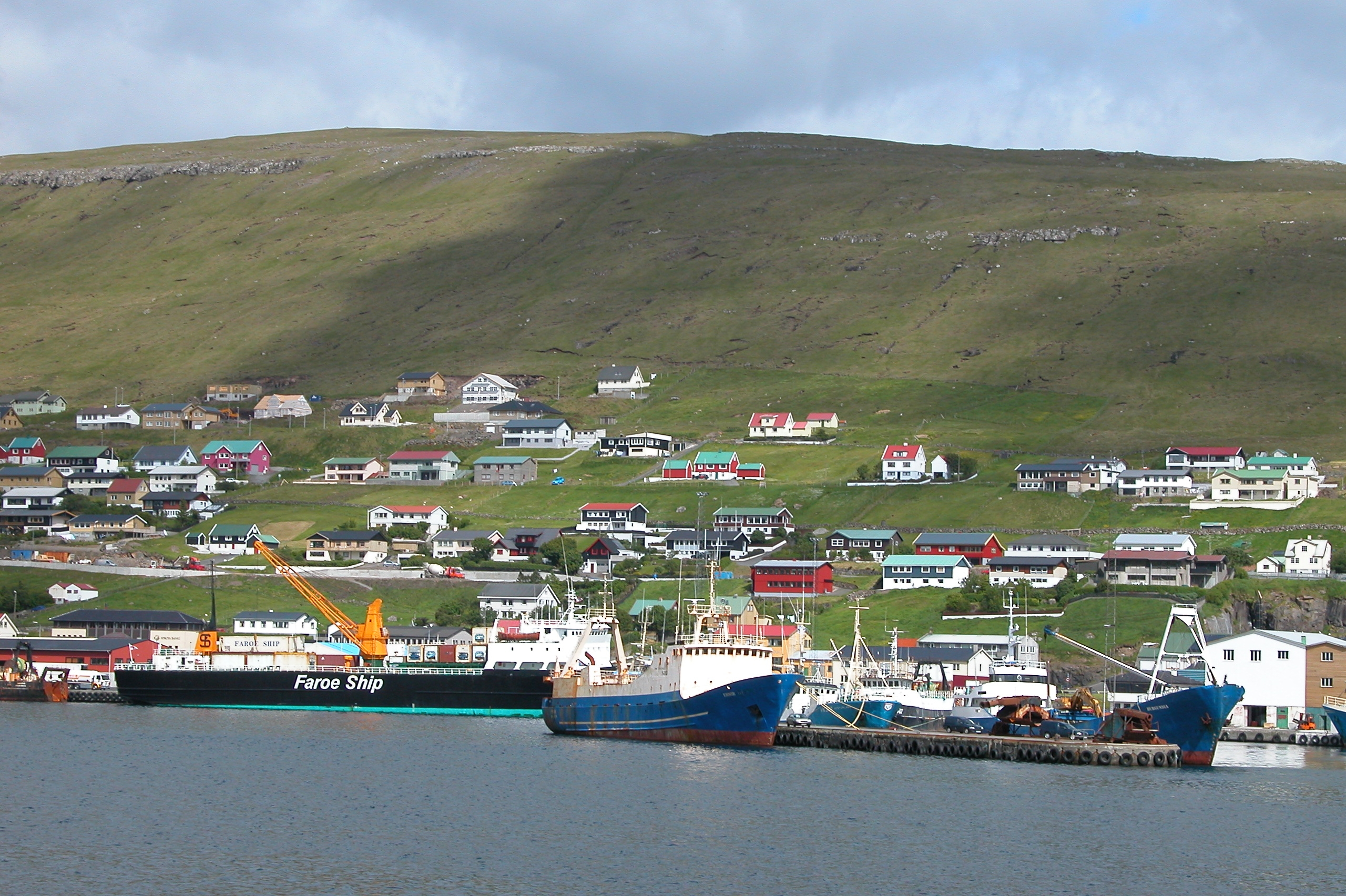
Runavík

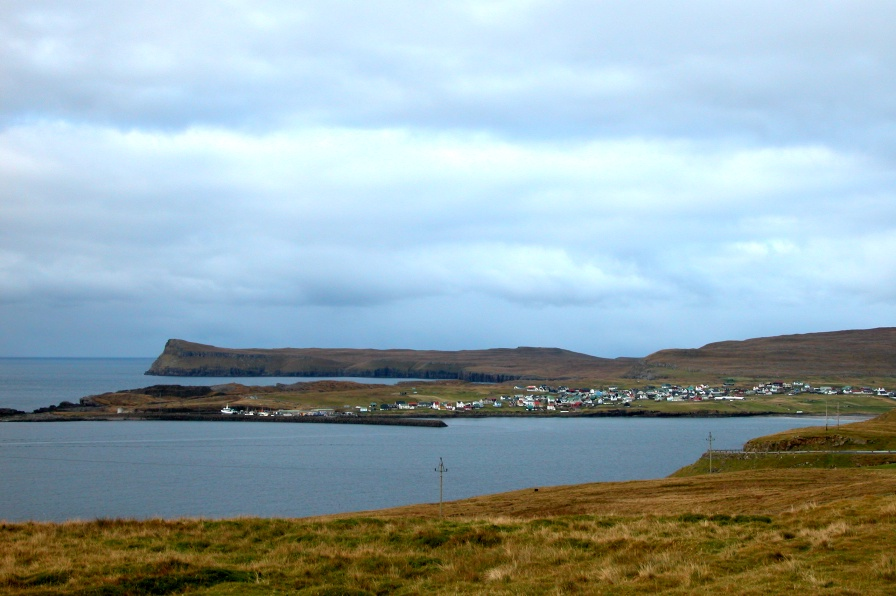
Sandur

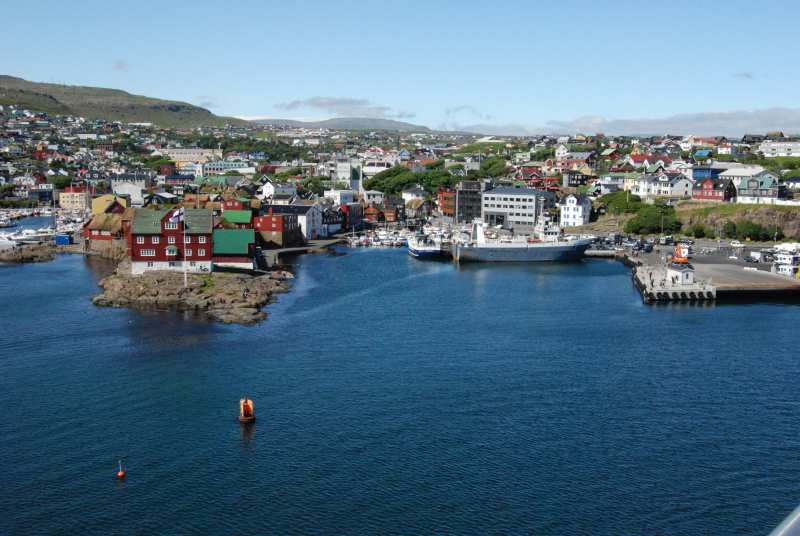
Tórshavn

| Namn                 | Centralort   | Karta | Grundad | Invånare | Area | Region         |
| -------------------- | ------------ | ----- | ------- | -------- | ---- | -------------- |
| Eiðis kommun         | Eiði         |       | 1892    | 679      | 37   | Eysturoy       |
| Eysturs kommun       | Norðragøta   |       | 2009    | 2 010    | 42   | Eysturoy       |
| Fámjins kommun       | Fámjin       |       | 1908    | 88       | 13   | Suðuroy        |
| Fuglafjørðurs kommun | Fuglafjørður |       | 1918    | 1 499    | 23   | Eysturoy       |
| Fugloys kommun       | Hattarvík    |       | 1932    | 41       | 11,2 | Norðoyar       |
| Hovs kommun          | Hov          |       | 1920    | 110      | 10   | Suðuroy        |
| Húsars kommun        | Húsar        |       | 1931    | 43       | 16   | Norðoyar       |
| Húsavíks kommun      | Húsavík      |       | 1930    | 118      | 26   | Sandoy         |
| Hvalbas kommun       | Hvalba       |       | 1878    | 713      | 40   | Suðuroy        |
| Hvannasunds kommun   | Hvannasund   |       | 1950    | 389      | 33   | Norðoyar       |
| Klaksvíks kommun     | Klaksvík     |       | 1908    | 4 952    | 99,4 | Norðoyar       |
| Kunoys kommun        | Kunoy        |       | 1931    | 129      | 35,5 | Norðoyar       |
| Kvívíks kommun       | Kvívík       |       | 1913    | 587      | 49   | Norðurstreymoy |
| Nes kommun           | Nes          |       | 1967    | 1 226    | 14   | Eysturoy       |
| Porkeris kommun      | Porkeri      |       | 1908    | 297      | 14   | Suðuroy        |
| Runavíks kommun      | Runavík      |       | 1967    | 3 877    | 47   | Eysturoy       |
| Sandurs kommun       | Sandur       |       | 1930    | 539      | 48   | Sandoy         |
| Sjóvars kommun       | Strendur     |       | 1896    | 956      | 33   | Eysturoy       |
| Skálavíks kommun     | Skálavík     |       | 1930    | 132      | 29   | Sandoy         |
| Skopuns kommun       | Skopun       |       | 1930    | 446      | 9    | Sandoy         |
| Skúvoys kommun       | Skúvoy       |       | 1930    | 42       | 13   | Sandoy         |
| Sumbas kommun        | Sumba        |       | 1908    | 343      | 25   | Suðuroy        |
| Sunda kommun         | Norðskáli    |       | 1944    | 1 698    | 158  | Norðurstreymoy |
| Sørvágurs kommun     | Sørvágur     |       | 1915    | 1 103    | 84   | Vágar          |
| Tórshavns kommun     | Tórshavn     |       | 1866    | 20 382   | 214  | Suðurstreymoy  |
| Tvøroyris kommun     | Tvøroyri     |       | 1879    | 1 711    | 43   | Suðuroy        |
| Vágars kommun        | Miðvágur     |       | 2009    | 1 983    | 103  | Vágar          |
| Vágurs kommun        | Vágur        |       | 1906    | 1 331    | 21   | Suðuroy        |
| Vestmannas kommun    | Vestmanna    |       | 1892    | 1 208    | 52   | Norðurstreymoy |
| Viðareiðis kommun    | Viðareiði    |       | 1950    | 354      | 30   | Norðoyar       |

### Ändringar den 1 januari 2009
- Gøta kommun och Leirvíks kommun slogs samman till Eysturkommuna.
- Miðvágurs kommun och Sandavágurs kommun slogs samman till Vágars kommun.
- Svínoys kommun slogs in i Klaksvíks kommun.
- Funningurs kommun slogs in i Runavíks kommun

## Tidigare kommuner
| Namn                                     | Centralort    | Region         | Från | Till |
| ---------------------------------------- | ------------- | -------------- | ---- | ---- |
| Argja kommuna                            | Argir         | Suðurstreymoy  | 1978 | 1997 |
| Bíggjar kommuna                          | Bøur          | Vágar          | 1915 | 2005 |
| Elduvíkar kommuna                        | Elduvík       | Eysturoy       | 1948 | 2005 |
| Eysturoyar prestagjalds kommuna          | Eiði          | Eysturoy       | 1872 | 1918 |
| Gjáar kommuna                            | Gjógv         | Eysturoy       | 1948 | 2005 |
| Gøtu kommuna                             | Norðragøta    | Eysturoy       | 1912 | 2009 |
| Fugloyar og Svínoyar kommuna             |               | Norðoyar       | 1913 | 1932 |
| Funnings kommuna                         | Funningur     | Eysturoy       | 1906 | 2009 |
| Haldarsvíkar kommuna                     | Haldórsvík    | Norðurstreymoy | 1944 | 2005 |
| Haldarsvíkar og Saksunar kommuna         | Haldórsvík    | Norðurstreymoy | 1913 | 1944 |
| Hests kommuna                            | Hestur        | Suðurstreymoy  | 1930 | 2005 |
| Hósvíkar kommuna                         | Hósvík        | Norðurstreymoy | 1954 | 2005 |
| Hvalvíkar kommuna                        | Hvalvík       | Norðurstreymoy | 1954 | 2005 |
| Kaldbaks kommuna                         | Kaldbak       | Suðurstreymoy  | 1930 | 1976 |
| Kirkjubøar kommuna                       | Kirkjubøur    | Suðurstreymoy  | 1930 | 2005 |
| Kollafjarðar kommuna                     | Kollafjørður  | Norðurstreymoy | 1913 | 2001 |
| Kunoyar, Mikladals og Húsa kommuna       |               | Norðoyar       | 1908 | 1931 |
| Leirvíkar kommuna                        | Leirvík       | Eysturoy       | 1918 | 2009 |
| Miðvágs kommuna                          | Miðvágur      | Vágar          | 1915 | 2009 |
| Mikladals kommuna                        | Mikladalur    | Norðoyar       | 1931 | 2005 |
| Mykinesar kommuna                        | Mykines       | Vágar          | 1911 | 2005 |
| Nes og Gøtu kommuna                      | Nes           | Eysturoy       | 1896 | 1912 |
| Nólsoyar kommuna                         | Nólsoy        | Suðurstreymoy  | 1876 | 2005 |
| Norðoya prestagjalds kommuna             |               | Norðoyar       | 1872 | 1908 |
| Norðstreymoyar prestagjalds kommuna      | Vestmanna     | Norðurstreymoy | 1872 | 1913 |
| Oyndarfjarðar kommuna                    | Oyndarfjørður | Eysturoy       | 1918 | 2005 |
| Saksunar kommuna                         | Saksun        | Norðurstreymoy | 1944 | 2005 |
| Suðurstreymoyar prestagjalds kommuna     | Tórshavn      | Suðurstreymoy  | 1872 | 1930 |
| Sandavágs kommuna                        | Sandavágur    | Vágar          | 1915 | 2009 |
| Sandoyar prestagjalds kommuna            | Sandur        | Sandoy         | 1872 | 1910 |
| Skála kommuna                            | Skála         | Eysturoy       | 1952 | 2005 |
| Suðuroyar prestagjalds kommuna           |               | Suðuroy        | 1872 | 1908 |
| Svínoyar kommuna                         | Svínoy        | Norðoyar       | 1932 | 2009 |
| Tórshavnar uttanbíggja kommuna           | Argir         | Suðurstreymoy  | 1930 | 1978 |
| Vága prestagjalds kommuna                |               | Vágar          | 1872 | 1911 |
| Viðareiðis, Fugloyar og Svínoyar kommuna | Viðareiði     | Norðoyar       | 1908 | 1913 |